# Movie Surfers
Movie Surfers es una Serie Corta de Disney Channel muy similar a Disney Planet en Disney Channel Latinoamérica. En el programa, cuatro diferentes conductores van detrás de escena de las nuevas películas de Walt Disney Pictures. Suelen transmitirse principalmente en especiales del canal. 
Anteriormente, trataba de adolescentes comunicándose vía webcam y hablando sobre las nuevas películas. Posteriormente, el formato se cambió, a un modo donde un presentador va informando sobre las nuevas películas.
Se transmite siempre en un segmento de cinco minutos cuando se acaba el bloque Disney Channel Movie.

## Historia
La serie empezó en 1997, con los conductores adolescentes Mischa, Lindsay, Alexis, y Marcus, quienes usaban sus computadoras para hablar entre ellos vía webcam y al mismo tiempo "surfeaban" el detrás de escena de las nuevas películas. En 2002 se cambió el formato, estando los presentadores en una sala, entrevistando a varios actores de las películas. En 2006 el elenco entero fue cambiado por uno nuevo; Stevanna, Josh, Jeryn, y Tessa, los cuales siguieron usando el mismo formato anterior, pero con partes más interactivas. Es la Disney Channel Original Series que más tiempo lleva al aire.

## Movie Surfers

### Actuales
- Blaine Miller (2008-presente)
- Bridger Zadina (2008-presente)
- Morgan Terrelle (2008-presente)
- Tessa (2006-presente)
- Jeryn (2006-presente)
- Stevanna (2006-presente)
- Michael (2006-presente)

### Anteriores
- Matthew (1997-2000)
- Andrew (1997-2000)
- Lindsey (2001-2004)
- Leila
- Rose (2004-2006)
- Drake (2006)
- Kendal (1998-2000)
- Alexis (2002)
- Lauren (1999-2001)
- Mischa (2001-2004)
- Cleavon (2001-2002)
- Tina (1997-2000)
- Marcus (2001-2004)